# ديف سميث (ملاكم نيوزلندي)
ديف سميث (بالإنجليزية: Dave Smith)‏ (1886 - 29 مايو 1945) هو ملاكم نيوزلندي، صنّف ضمن فئة وزن ثقيل.

## روابط خارجية
- ديف سميث على موقع بوكس ريك (الإنجليزية) (registration required)